# أبو الفضل بعجي
أبو الفضل بعجي (مواليد 1968، أولاد دراج، المسيلة) سياسي جزائري، والأمين العام لحزب جبهة التحرير الوطني، خلفاً للأمين العام السابق محمد جميعي.